# Pohrebyszcze Persze
Pohrebyszcze Persze (ukr. Погребище Перше) – wieś na Ukrainie, w obwodzie winnickim, w rejonie winnickim, w hromadzie Pohrebyszcze. W 2001 liczyła 635 mieszkańców.